# Peter Ebere Okpaleke
Mons. Peter Ebere Okpaleke (* 1. března 1963, Amesi, stát Anambra, Nigérie) je nigerijský katolický kněz, biskup, dnes sídelní biskup ekwulobijský.

## Stručný životopis
Po studiích v místních seminářích přijal v roce 1992 kněžské svěcení. V letech 1999–2002 studoval kanonické právo na Papežské univerzitě Svatého Kříže v Římě. Na sklonku roku 2012 jej papež Benedikt XVI. jmenoval biskupem v Ahiaře, ale ještě před tím, než přijal biskupské svěcení, většina kněží diecéze projevila nesouhlas s jeho jmenováním biskupem, protože pochází z etnické skupiny Igbo, zatímco většina diecézanů je z etnické skupiny Mbaise. Mladí lidé dokonce zablokovali svými těl katedrálu v Ahiaře, a k biskupskému svěcení muselo dojít jinde. Papež František proto jmenoval apoštolským administrátorem diecéze kardinála Onaiyekana a v roce 2017 nařídil všem kněžím diecéze, aby pod sankcí suspenze každý jednotlivě do 30 dní napsali papeži osobní dopis, v němž měli uznat poslušnost biskupu Okpalekovi a požádat o odpuštění, což většina kněží učinila. Papež prý dokonce uvažoval o zrušení diecéze. V únoru 2018 papež přijal demisi biskupa Okpaleka na úřad biskupa v Ahiaře a v roce 2020 jej jmenoval biskupem nově vzniklé diecéze Ekwulobia.

## Kardinálská kreace
V neděli 29. května 2022 papež František ohlásil, že v konzistoři dne 27. srpna 2022 jmenuje 21 nových kardinálů, mezi nimi i Monsignora Okpalekeho. 